# Wanops
Wanops is een monotypisch geslacht van spinnen uit de  familie van de Oonopidae (dwergcelspinnen).

## Soort
- Wanops coecus Chamberlin & Ivie, 1938